# Miyoshi Takuji
Takuji Miyoshi (sinh ngày 20 tháng 8 năm 1978) là một cầu thủ bóng đá người Nhật Bản.

## Sự nghiệp câu lạc bộ
Takuji Miyoshi đã từng chơi cho Avispa Fukuoka, Sagan Tosu, ALO's Hokuriku, Valiente Toyama và FC Ryukyu.